# Diadematacis
Els diadematacis (Diadematacea) són un antic superordre d'equinoderms equinoïdeus, avui en desús donat que s'ha comprovat que és parafilètic. Al contrari que la majoria d'eriçons de mar, generalment tenen les espines buides. Els tubercles sobre la seva testa estan perforats i la majoria d'espècies tenen brànquies.